# 3623 Чаплин
3623 Чаплин (енгл. 3623 Chaplin) је астероид главног астероидног појаса чија средња удаљеност од Сунца износи 2,854 астрономских јединица (АЈ).
Апсолутна магнитуда астероида је 12,1.